# Septembre 1894

## Événements
- France : début de l'affaire Dreyfus, militaire français soupçonné d'espionnage au profit de l'Allemagne. Hubert-Joseph Henry, commandant de la section de la statistique du Grand État-Major, se trouve en possession d’un bordereau non signé, contenant une liste de secrets militaires et adressé à l’attaché militaire allemand en poste à Paris, le lieutenant-colonel Maximilian von Schwartzkoppen.

- 15 - 16 septembre : le Japon écrase les Chinois à la bataille de Pyongyang.

## Naissances
- 7 septembre : Clémentine Solignac, supercentenaire française († 25 mai 2008).
- 8 septembre : William Fawcett, acteur américain († 25 janvier 1974).
- 14 septembre : Pierre-Marie Théas, évêque catholique français, évêque de Tarbes et Lourdes († 3 avril 1977).
- 15 septembre : Jean Renoir, réalisateur et scénariste français († 12 février 1979).
- 26 septembre : Wilhelmine Moik, syndicaliste et femme politique autrichienne († 12 janvier 1970).

## Décès
- 14 septembre : Narcisse-Fortunat Belleau, politicien.
- 15 septembre : Philip Carteret Hill, premier ministre de la Nouvelle-Écosse.